# Вавилов, Генрих Дмитриевич
Генрих Дмитриевич Вавилов (31 января 1935, пгт Сосновоборск — 8 сентября 2024, Пенза) — советский и российский театральный актёр. Заслуженный артист РСФСР (1984).

## Биография
Родился 31 января 1935 года в посёлке Сосновоборск (ныне — Пензенской области). После окончания средней школы работал помощником киномеханика в фабричном клубе.
Впервые вышел на сцену Кузнецкого драматического театра в 1953 году. Первыми актёрскими пробами были эпизоды в спектакле «Вас вызывает Таймыр» и сказке «Королевство кривых зеркал». Третья работа — Теодоро в комедии Лопе де Вега «Собака на сене».
В 1954 году был призван в армию. Через три года, окончив службу, вернулся на Кузнецкую сцену. В 1961 году был приглашён в Пензенский областной драматический театр имени А. В. Луначарского, где дебютировал в роли доктора Ренвика в спектакле «Замок Броуди».
В 1968 году перешёл в Кишинёвский театр драмы и три сезона успешно играл там (Нил в «Мещанах» М. Горького, Митч в «Трамвае „Желание“» Т. Уильямса, Андрей Прозоров в чеховских «Трёх сестрах»).
В 1971 году вернулся в Пензу. В 1984 году присвоено почётное звание Заслуженный артист РСФСР.
На счету актёра несколько десятков ролей. Лучшая — Сирано де Бержерак из одноимённой пьесы Эдм. Ростана.
Скончался 8 сентября 2024 года после продолжительной болезни на 90-м году жизни.Похоронен на Новозападном кладбище в Пензе.

## Награды
- Заслуженный артист РСФСР,
- Медаль «За заслуги перед Пензенской областью»,
- Почётный знак губернатора «Во славу земли Пензенской».